# HK Bosna Lisice
HK Bosna Lisice je hokejski klub iz općine Centar u Sarajevu. Klub je osnovan 1980. godine kao prvi hokejaški klub u Bosni i Hercegovini. U bivšoj državi natjecali su se u prvoj jugoslavenskoj ligi.

## Vanjske poveznice
- Roster